# Савицький Василь Миколайович
Василь Миколайович Савицький (30 грудня 1898 — 21 березня 1974) — український радянський вчений в галузі акушерства і гінекології, доктор медичних наук, професор. Автор понад 40 клініко-лабораторних і клінічних робіт з актуальних питань акушерства і гінекології.

## Біографія
Народився 30 грудня 1898 року. У 1955 році захистив докторську дисертацію на тему «Тканьова терапія захворювань жіночої статевої сфери» і отримав науковий ступінь доктора медичних наук. У 1959–1971 роках завідував кафедрою акушерства, гінекології та перинатології Київського інституту удосконалення лікарів.

Могила Василя Савицького

Помер 21 березня 1974 року. Похований в Києві на Байковому кладовищі.

## Наукова діяльність
Теоретичні дослідження вченого стосувалися питань фізіотерапевтичних методів лікування захворювань статевої сфери жінки, методів тканинної терапії, діагностики і хіміотерапії новоутворень. Автор понад 40 клініко-лабораторних і клінічних робіт з актуальних питань акушерства і гінекології, ряду підручників, методичних рекомендацій, монографій.
Під його керівництвом виконано 2 докторських і 12 кандидатських дисертацій.